# 28 محرم
- السبت
- الأحد
- الاثنين
- الثلاثاء
- الأربعاء
- الخميس
- الجمعة

- 306 يوليو 2024
- 17 يوليو 2024
- 28 يوليو 2024
- 39 يوليو 2024
- 410 يوليو 2024
- 511 يوليو 2024
- 612 يوليو 2024
- 713 يوليو 2024
- 814 يوليو 2024
- 915 يوليو 2024
- 1016 يوليو 2024
- 1117 يوليو 2024
- 1218 يوليو 2024
- 1319 يوليو 2024
- 1420 يوليو 2024
- 1521 يوليو 2024
- 1622 يوليو 2024
- 1723 يوليو 2024
- 1824 يوليو 2024
- 1925 يوليو 2024
- 2026 يوليو 2024
- 2127 يوليو 2024
- 2228 يوليو 2024
- 2329 يوليو 2024
- 2430 يوليو 2024
- 2531 يوليو 2024
- 261 أغسطس 2024
- 272 أغسطس 2024
- 283 أغسطس 2024
- 294 أغسطس 2024
- 15 أغسطس 2024
- 26 أغسطس 2024
- 37 أغسطس 2024
- 48 أغسطس 2024
- 59 أغسطس 2024

28 مُحرَّم أو 28 مُحرَّم الحرام أو يوم 28 \ 1 (اليوم الثامن والعشرين من الشهر الأوَّل) هو اليوم الثامن والعشرين من أيَّام السنة وفق التقويم الهجري القمري (العربي). يبقى بعده 326 أو 327 يومًا لانتهاء السنة.

## أحداث
- 478 هـ - سقوط طليطلة في أيدي القشتاليين، وكان ذلك بداية سقوط معاقل الإسلام في الأندلس تباعًا حتى انتهى الوجود الإسلامي بسقوط غرناطة سنة 897 هـ.
- 648 هـ - اغتيال توران شاه وانتهاء حكم الأيوبيين بمصر.
- 1074 هـ - فرق الصاعقة العثمانية تستولي على تشيكوسلوفاكيا أثناء حملة الدولة العثمانية على قلب أوروبا والتي عرفت باسم حملة أويفار.
- 1108 هـ - الجيش العثماني يخوض معركة أولاز الشرسة ضد الجيش الألماني، والتي أسفرت عن مقتل 16,000 ألماني و1,500 عثماني.
- 1215 هـ - السلطات الفرنسية تغلق الجامع الأزهر وذلك عقب اغتيال الجنرال كليبر على يد سليمان الحلبي، وظل المسجد مغلقًا حتى خروج الفرنسيين من مصر.
- 1219 هـ - تتويج نابليون الأول إمبراطورا على فرنسا.
- 1274 هـ - نجاح الإنجليز في القضاء على الثورة الهندية الكبرى التي كادت تقصف بالوجود الإنجليزي في شبه القارة الهندية.
- 1299 هـ - تأسيس مؤسسة الديون العمومية في الدولة العثمانية، والتي وضعت إيرادات الدولة الرئيسية تحت تصرفها لتسديد ديون الدولة التي بلغت 252 مليون قطعة ذهبية، أسقط منها 146 مليونا، وقد لعبت هذه المؤسسة دورا في تسديد كثير من ديون الدولة أثناء عهد السلطان عبد الحميد الثاني.
- 1345 هـ - إسبانيا وإيطاليا تعقدان معاهدة تخص ميناء طنجة المغربي المتنازع عليه؛ لأهميته ووقوعه على مدخل مضيق جبل طارق.
- 1351 هـ - الملك فؤاد يفتتح مطار ألماظة وسط احتفال شعبي كبير ويستقل فيه أول 3 طيارين مصريين بأول طائرات مصرية.
- 1374 هـ - أفتتاح مطار عنيزة، هو واحد من المطارات اللتي أسستها وزارة الدفاع السعودية.
- 1400 هـ - اختطاف أول معارض للحكم في السعودية ناصر السعيد بواسطة الاستخبارات الفلسطينية في لبنان.
- 1410 هـ - توقيع اتفاقية سلام بين ليبيا وتشاد بعد الحرب التي استعرت بينهما نتيجة خلافات على قطاع أوزو الغني باليورانيوم.
- 1412 هـ - إطلاق سراح الرهينة البريطاني المصور الصحافي «جون ماكارثي» الذي كان مختطفًا في بيروت الغربية منذ نحو 4 سنوات.
- 1415 هـ - إنهاء الحرب الأهلية في اليمن بدخول قوات اليمن الشمالية مدينة عدن.
- 1416 هـ - الرئيس المصري محمد حسني مبارك يتعرض لمحاولة اغتيال بعد وصوله إلى العاصمة الإثيوبية أديس أبابا للمشاركة في قمة أفريقية.
- 1426 هـ - مئات الآلاف من حلفاء النظام السوري في لبنان يتظاهرون ضد التدخل الأجنبي في التحقيق باغتيال رئيس الوزراء اللبناني الأسبق رفيق الحريري، وتقديم الشكر لسوريا على ما قدمته في لبنان.
- 1427 هـ - انهيار في السوق المالي السعودي يؤدي إلى تكبد المستثمرين خسائر كبيرة جدًا، وأعقب ذلك انهيار غالبية أسواق المال العربية.
- 1444 هـ - إعلان حالة الطوارئ في باكستان بعد وفاة قرابة 1200 وإصابة أكثر من 1700 آخرين، وتضرر مئات الآلاف من المنازل وقطع العديد من الطرق جراء الفيضانات الشديدة التي اجتاحت البلاد.

## مواليد
- 1312 هـ - عبد الوهاب عزام، دبلوماسي مصري ومن أعلام النهضة الأدبية والعلمية في الوطن العربي.
- 1364 هـ - أمل إبراهيم، ممثلة مصرية.
- 1378 هـ - رشيد عساف، ممثل سوري.
- 1385 هـ - نضال سيجري، ممثل سوري.
- 1394 هـ - صفاء جلال، ممثلة مصرية.
- 1397 هـ - مبارك عبد العزيز، لاعب كرة قدم كويتي.
- 1406 هـ - ياسمين نيازي، مغنية مصرية.

## وفيات
- 366 هـ - ركن الدولة البويهي، مؤسس الدولة البويهية في أصفهان والري.
- 648 هـ - توران شاه، آخر السلاطين الأيوبيين بمصر.
- 676 هـ - الظاهر بيبرس، المؤسس الحقيقي لدولة المماليك في مصر والشام.
- 923 هـ - برهان الدين بن أبي شريف، فقيه وقاضي وشاعر شامي.
- 1352 هـ - عباس قفطان، شاعر عثماني عراقي.
- 1367 هـ - هدى شعراوي إحدى رائدات العمل النسوي بمصر.
- 1392 هـ - الشاذلي خير الله، مفكر وأحد رواد الصحافة التونسية.
- 1400 هـ - عوض دوخي، مطرب كويتي.
- 1428 هـ - فاتن فريد، مغنية وممثلة مصرية.
- 1431 هـ - خليفة التليسي، أديب وشاعر ليبي.
- 1433 هـ - محمود حافظ، عالم مصري في علم الحشرات.

## وصلات خارجية
- موقع قصة الإسلام: حدث في شهر محرم.